# William Trew
William James Trew detto Billy Trew (Swansea, 12 marzo 1879 – Swansea, 20 agosto 1926) è stato un rugbista a 15 gallese che giocava come centro, ma anche da mediano d'apertura e ala.
Fece il suo esordio per lo Swansea nel 1897. Tra il 1906-1907 e il 1910-1911 e poi ancora nel 1912-1913 fu anche capitano del club gallese. Con questa squadra affrontò gli All Blacks (1905) e, da capitano, la guidò alle storiche vittorie contro Australia (1908) e Sudafrica (1912).
Fece il suo esordio con la nazionale il 6 gennaio del 1900, giocando contro l'Inghilterra. In totale ha disputato 29 match con il Galles (l'ultimo il 1º febbraio 1913), con il quale ha vinto 6 Home Championship/Cinque Nazioni (1900, 1905, 1906, 1908, 1909, 1911) con tre Grandi Slam e cinque Triple Crown.